# رصيف22
رصيف22 هي شبكة إعلامية ليبرالية عربية تأسَّست عام 2013 وتتخذُ من مدينة بيروت في لبنان مقرًا رئيسيًا لها.  تنشرُ رصيف22 عبر موقعها الإلكتروني محتوى باللغتين العربية والإنجليزية من دول عربية مختلفة وتصفُ نفسها كمنصة إعلامية مستقلة. اعتُبر موقع رصيف22 من طرفِ منظمة «International Media Support» وهي منظمة غير حكوميّة تُحاول دعم وسائل الإعلام المحلية في البلدان المتضررة من النزاعات المسلحة وانعدام الأمن البشري والتحول السياسي من أكبر المنصات العربية على الإنترنت جنبًا إلى جنبٍ مع مواقع ومنصات أخرى مثل هافينغتون بوست عربي قبل توقّفه عام 2018 وشبكة الجزيرة.

## الاسم
اسمُ المنصّة هو عربي خالص حيث تشير كلمة «رصيف» أو «الرصيف» إلى الجزء المرتفع من الطريق المخصص للمشاة، والذي يقع عادةً على جانبي الطريق. ويُستخدم للمشي عليه، أما الرقم 22 فهو يُشير إلى عدد الدول العربيّة في العالَم.

## التاريخ
شارك كريم سقًا في تأسيس منصّة رصيف22 في أعقابِ ثورات الربيع العربي الذي يعتبرهُ مصدر إلهامٍ له. في مقالٍ له في الواشنطن بوست، كتبَ كريم أنّ رصيف22 جاء ليكون بمثابة «مساحةٍ رقميةٍ لأولئك الذين يتوقون إلى معرفة ما يدور حولهم». سُرعان ما اكتسبَ الموقع شعبيّة في الوطن العربي بفضلِ نشاطه اليومي المستمرّ والمقالات العربيّة التي يحتويها على اختلافها. كانَ رصيف22 واحدًا من 500 موقع حُجبَ في مصر أواخر 2017 وذلك بعد أن نشر مقالًا مطوّلًا عن تنافسِ الأجهزة الأمنية المصرية للتأثير على وسائل الإعلام. لم يتم حظر الموقع في مصر فحسب، بل تعرّض لهجومٍ إلكتروني من نوع هجمات حجب الخدمة ما جعل الولوج له من أيّ مكانٍ في العالَم غير ممكنٍ لبعض الوقت.
استقطب رصيف22 عشرات الكتاب والصحفيين وغيرهم من الذي اختاروه منصّةً لنشرِ مقالاتهم، ولعلَّ أبرز هؤلاء الصحفي السعودي جمال خاشقجي الذي كان يكتبُ للموقع بانتظام قبل اغتياله في السفارة السعودية بتركيا عام 2018. من أشهرِ مقالات الرجل مقالةً نشرها بعنوان «خواطر حول حرية العرب من أوسلو النرويجية» التي نشرها في الخامس من حزيران/يونيو 2018 قبل أشهرٍ قليلةٍ من اغتياله.
لم تكن مصر الدولة الوحيدة التي حجبت موقع رصيف22 بل انضمَّت لها السعودية في كانون الأول/ديسمبر 2018 عندما أمرت وزارة الاتصالات وتقنية المعلومات بفرضِ «رقابة» على عشرات المواقع ومنعِ الولوج لها من داخل السعودية، ويُعتقَد أنّ هذا الحظر الذي طال موقع رصيف22 جاء كردٍ سعودي على التغطية التي قام بها الموقع لجريمة اغتيال خاشقجي في اسطنبول، فيما اعتقدَ آخرون أنّ قرار الحظر قد يكون مرتبطًا بتغطية رصيف22 للعلاقات السعودية الإسرائيلية والتغييرات التي طالت المناهج السعودية بخصوص القضية الفلسطينية فضلًا عن إجراءه لمقابلاتٍ مع نشطاء سعوديين سُجنوا في وقتٍ ما أو وُضِعوا تحت الإقامة الجبرية.

## القراء
حصد موقع رصيف22 عام 2019 ما مجموعه 12 مليون قارئ سنويًا من 22 دولة عربية، وأفادَ سقا حول هذا الموضوع بالقول «إنّ 150 كاتبا يُسهمون في رصيف22 الذي أصبح له متابعون بين القراء الذين يريدون رؤية تحطّم الأساطير التي مزقت العالم العربي، بناءً على الخطوط الإثنية والعرقية، ولدى الموقع قراء يؤمنون بوعود وموهبة العقل العربي، واكتشفوا قُبح الاستبداد، خاصّة كراهية المرأة وعبث الحكام بالوكالة والحروب»، فيما وصفت صحيفة القدس العربي الموقع بأنه «شبابي بامتياز».

## الجوائز
حصلَ موقع رصيف22 في عام 2019 على الجائزة الذهبية للصحافة الأجنبية في العاصمة الفرنسيّة باريس عن رابطة الصحفيين المثليين (بالفرنسية: Association of LGBT Journalists)‏ وذلك عن سلسلة مقالات الموقع التي استمرَّت ستة أشهر حول قضايا النوع الاجتماعي والجنس.